# Issoufi Maïga
Issoufi Maïga (* 12. Februar 2002 in Gao) ist ein malischer Fußballspieler.

## Karriere

### Verein
Mit dem Binga FC nahm Maïga am CAF Confederation Cup 2021/22 teil, schied dort mit seinem Team aber in den Play-offs aus. Anfang 2022 wechselte er in den Senegal, wo er in der Oslo Football Academy Dakar spielte. Ende August 2022 wechselte er nach Europa zum CD Trofense. Ende September des Jahres kam Maïga erstmals in der zweiten Liga zum Einsatz. Zur Spielzeit 2023/24 wechselte er ligaintern zum Académico de Viseu FC.

### Nationalmannschaft
Im Sommer 2023 nahm Maïga mit der malischen U23 am Afrika-Cup 2023 teil. Dort kam er in drei der fünf Partien seiner Mannschaft zum Einsatz, erzielte ein Tor und erreichte mit ihr den dritten Platz, womit sie sich für das Turnier der Olympischen Spiele 2024 in Paris qualifizierte.